# Corethrella bicincta
Corethrella (Corethrella) bicincta – gatunek muchówki z rodziny Corethrellidae.
Gatunek ten został opisany w 2012 roku przez Arta Borkenta, Ulmara Grafe i Ichiro Miyagiego, wyłącznie na podstawie samic.
Muchówka o czole z dwoma dużymi szczecinkami między oczami. Czułki, głaszczki i odwłok ma jednolicie brązowe. Tułów i przezmianki są jednolicie brązowe do ciemnobrązowych, z wyjątkiem przednio-bocznej łatki ciemnej pigmentacji na scutum i jasnych sklerytów wokół nasad skrzydeł. Na skrzydłach występują dwie przepaski: środkowa i przedwierzchołkowa. Odnóża ciemno pigmentowane, ale tylna para z jasnymi wierzchołkowymi częściami ud i goleniami – te ostatnie nasadowymi i wierzchołkowymi przepaskami ciemnej pigmentacji.
Owad znany wyłącznie z Borneo: z Brunei i wschodu malezyjskiego stanu Sarawak, w tym z Parku Narodowego Gunung Mulu. Zamieszkuje lasy torfowe i strome stoki porośnięte dojrzałymi, mieszanymi lasami dwuskrzydlowymi na wysokościach od 30 do 1083 m n.p.m..